# Тумашовы
Тумашовы (часто Тумашевы) — род рудознатцев и горнопромышленников, действовавших в России в XVII столетии. Среди прочего ими был основан Тумашевский железоделательный завод.

## Представители
Родоначальником Тумашовых был плавильщик с Пыскорского медеплавильного завода Александр Иванович. В 1634 году он открыл крупное месторождение медной руды. После закрытия завода занимался сыском руд и разрабатывал обнаруженные месторождения полезных ископаемых вместе с сыновьями. Они действовали в Верхотурском и Тобольском уездах.
Старший сын Дмитрий Александрович нашел слюду на реке Тагил, запасы наждачного камня на Нейве. Он же открыл Мурзинское месторождение самоцветов. В 1671 обнаружил магнитный железняк на горе Магнитная (это открытие иногда приписывают некоему вогулу по имени Яков Савин), в составе поисковой партии Я. Т. Хитрово искал (неудачно) серебро на реке Исеть.
Дмитрий Тумашев был одним из первых представителей промышленной буржуазии в России
Вместе с братьями Василием, Иваном и Петром Дмитрий Александрович в 1670 году организовал на Нейве собственный железоделательный завод. Он был оснащен домной с тремя горнами, кузницей и семью молотами. Работал завод до 1680, производя в среднем по 1200 пудов железа в год. Тем не менее, смелое начинание почти сразу столкнулось с проблемами и постепенно захирело.
После краха железного дела братья Михаил и Иван сосредоточились на добыче и продаже самоцветов из Мурзинского месторождения. Добыча происходила открытым способом, если землю и копали вглубь, то не более, чем на две, редко четыре сажени. Добытые камни-самоцветы (аметисты и топазы, аквамарины и гранаты) везли в мастерские на обработку, а затем в Казань и Москву на продажу. Дмитрий и Василий завели в Верхотурье и Ирбите камнерезные мастерские.
Представители рода Тумашовых также владели торгами и промыслами в Казани и Соликамске.
Деятельность Тумашовых-промышленников завершилась к концу столетия. Возможно, род по какой-то причине впал в немилость и опалу властей. Один из последних представителей рода, Аверкий, работал молотовым мастером на казенных железоделательных заводах, расположенных на Урале.
Позднее результаты изысканий и составленные Тумашовыми карты использовали в своей деятельности Демидовы.

## Комментарии
1. ↑  Очевидно, это случалось несколько раз
2. ↑  В источниках встречаются также иные даты открытия и закрытия завода